# Jes Macallan
Jes Macallan (* 9. srpna 1982, Sarasota, Florida, Spojené státy americké) je americká herečka. Proslavila se díky roli Josslyn Carver v seriálu americké stanice ABC Mistresses a rolí Avy Sharpe v seriálu stanice The CW Legends of Tomorrow.

## Životopis a kariéra
Macallan se narodila v Sarasotě na Floridě. Titul v mezinárodním obchodě získala na University of Florida. Na začátku roku 2000 začala pracovat na své kariéře jako modelka. Během let 2011 a 2012 si zahrála v seriálech jako Chirurgové, Námořní vyšetřovací služba L.A., Shameless a Femme Fatales. V roce 2012 získala jednu z hlavních rolí v seriálu americké stanice ABC Mistresses. Seriál měl premiéru 3. června 2013 a vysílal se do roku 2016. V roce 2014 si zahrála hlavní roli v televizním seriálu The Mentor. V roce 2016 si zahrála hlavní roli ve vánočním filmu Married by Christmas. V roce 2017 byla obsazena do role agentky Avy Sharpe v seriálu stanice The CW Legends of Tomorrow V roce 2018 byla její postava povýšena na hlavní roli.

## Osobní život
V roce 2012 se provdala za kanadského herce Jasona Gray-Stanforda. V roce 2017 se rozvedli.

## Filmografie

### Film
| Rok  | Název              | Role            | Poznámky            |
| ---- | ------------------ | --------------- | ------------------- |
| 2008 | Ocean's 7-11       | Uklízečka       |                     |
| 2008 | One, Two, Many     | Dívka v posteli |                     |
| 2008 | Identity Crisis    | Sandy           |                     |
| 2009 | Behaving Badly     | Číšnice         |                     |
| 2009 | Hired Gun          | Hlasatelka      |                     |
| 2011 | Being Bin Laden    | Ali             |                     |
| 2011 | The Football Fairy | Kelsey          | krátkometrážní film |
| 2014 | Kiss Me            | Erica           |                     |
| 2015 | Thirst             | Claire Taylor   |                     |

### Televize
| Rok        | Název                            | Role           | Poznámky                                       |
| ---------- | -------------------------------- | -------------- | ---------------------------------------------- |
| 2011       | Shameless                        | Tammy          | díl: „Casey Casden“                            |
| 2011       | Strážce pořádku                  | Cassie         | 2 díly                                         |
| 2011       | The Protector                    | Rachel         | díl: „Affairs“                                 |
| 2012       | Chirurgové                       | Hillary        | díl: „Hope for the Hopeless“                   |
| 2012       | Crash & Burn                     | Kelly Mitchell | TV film                                        |
| 2012       | Námořní vyšetřovací služba L. A. | Megan Stevens  | díl: „Blye, K., Part 2“                        |
| 2012       | Femme Fatales                    | Susan          | díl: „One Man's Death“                         |
| 2014       | The Mentor                       | Elizabeth      | televizní film                                 |
| 2013–2016  | Mistresses                       | Josslyn Carver | hlavní role, 52 dílů                           |
| 2014–2015  | Red Band Society                 | Ashley Cole    | 2 díly                                         |
| 2016       | Relationship Status              | Grace          | 2 díly                                         |
| 2016       | Married by Christmas             | Carrie Tate    | TV film                                        |
| 2017       | An Uncommon Grace                | Grace Connor   | TV film                                        |
| 2017–dosud | Legends of Tomorrow              | Ava Sharpe     | vedlejší role (3. řada), hlavní role (4. řada) |